# Monts Bucegi
Les monts Bucegi (roumain : Munții Bucegi) forment un massif montagneux situé dans les Alpes de Transylvanie, au nord-ouest de Bucarest.

## Géographie

### Situation, topographie

Animation 3D du massif.

Situés dans les Carpates du Sud, à 130 km au nord-ouest de Bucarest, les monts Bucegi sont délimités par la vallée de la Prahova à l'est et par la vallée de la Dâmbovița à l'ouest. Ils sont traversés par la rivière Ialomița.
Étant d'une grande complexité structurelle et morphologique, le massif apparaît comme une citadelle naturelle dont l'enceinte située entre 1 600 et 2 500 m est jalonnée d'abrupts contreforts à l'est dominant la vallée de la Prahova.

#### Sommets principaux

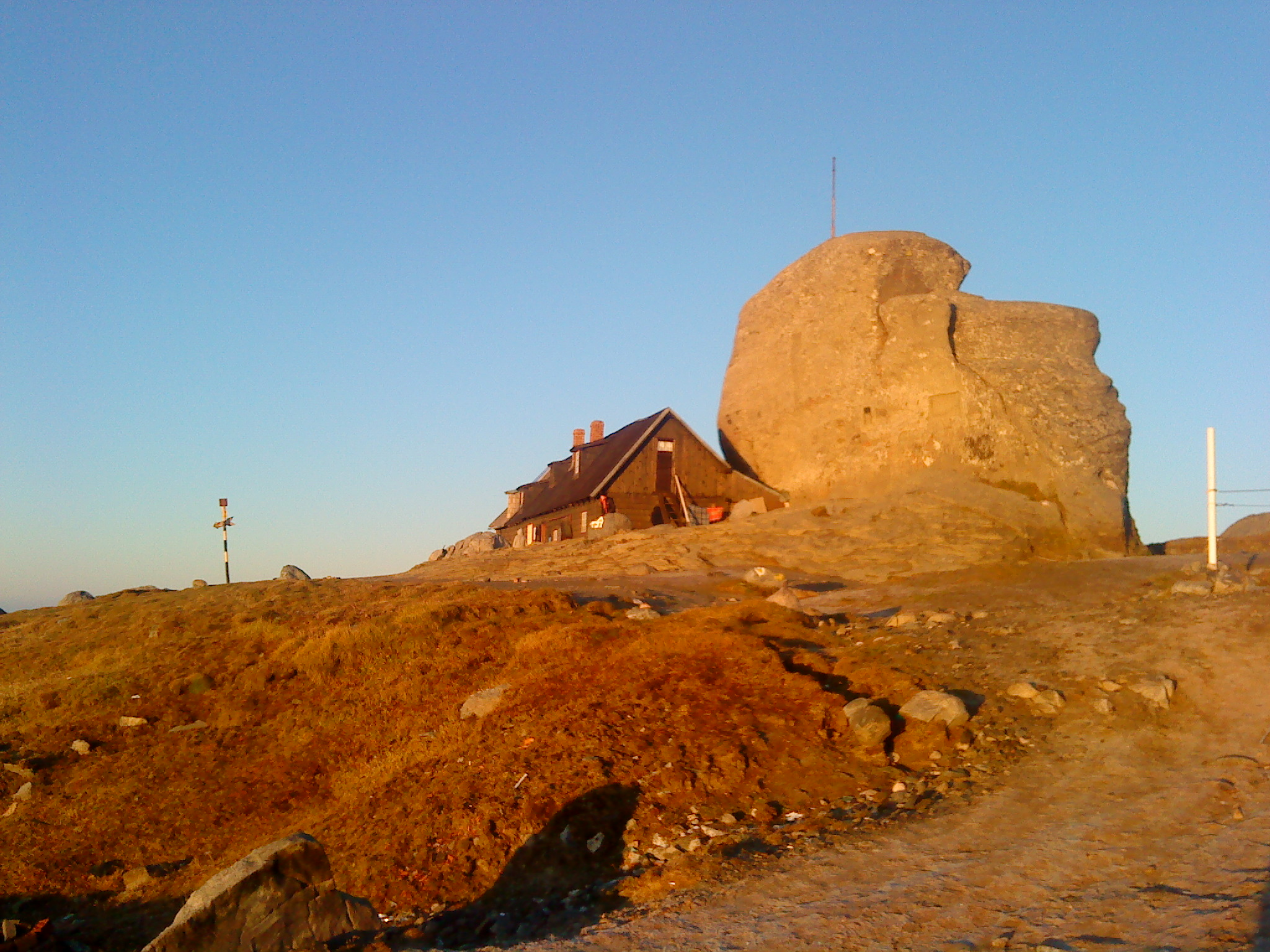
La cabane et le mont Omu.

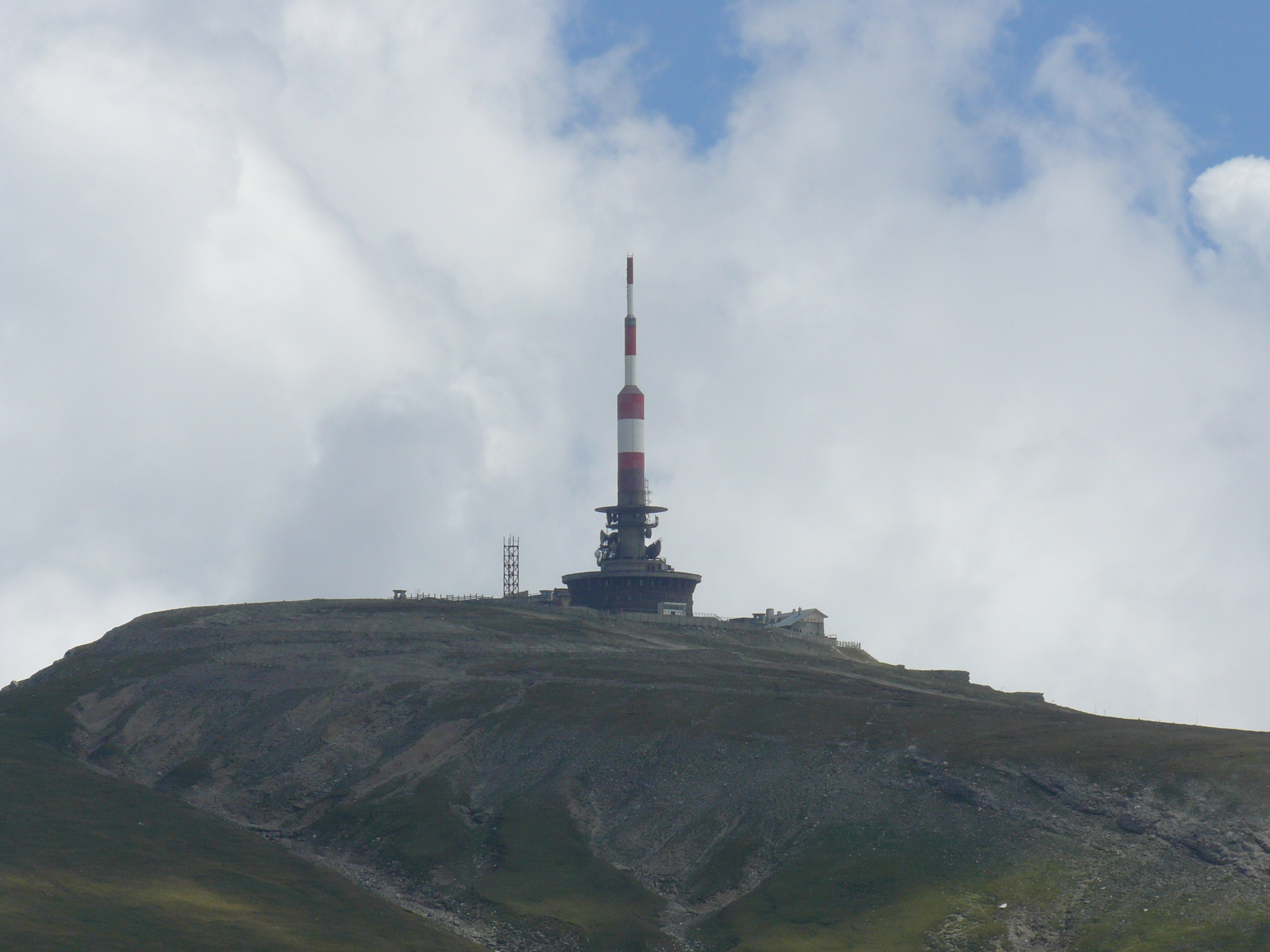
Mont Coștila.

- Mont Omu (2 514 m) : sixième sommet de Roumanie
- Mont Bucura (2 503 m)
- Mont Bucșoiu (2 492 m)
- Mont Coștila (2 490 m)
- Mont Obârșia (2 480 m)
- Mont Caraiman (2 384 m)
- Mont Babele (2 294 m)
- Mont Cocora (2 191 m)
- Jepii Mici (2 143 m)
- Mont Grohotișu (2 108 m)
- Mont Furnica (2 103 m)
- Mont Strungile Mari (2 089 m)
- Jepii Mari (2 071 m)
- Mont Piatra Arsă (2 044 m)
- Mont cu Dor (2 030 m)

### Géologie
Dans les monts Bucegi et en particulier sur sa partie ouest, on trouve principalement des roches cristallines. Sur ce socle cristallin, se sont déposés des roches sédimentaires des ères jurassique et crétacé qui incluent une alternance de calcaires et de marno-calcaires, de grès et de conglomérats. La formation des vallées glaciaires et de moraines frontales dans la grande majorité des vallées s'est produite à l'ère quaternaire (par exemple dans la Valea Cerbului, Mălăiești, Gaura et Ialomița). On rencontre également des karsts qui se sont développés sur des calcaires oxfordiens, tithoniques et pseudokarsts (clastokarsts). Les monts Bucegi comptent ainsi 34 grottes.

### Faune et flore

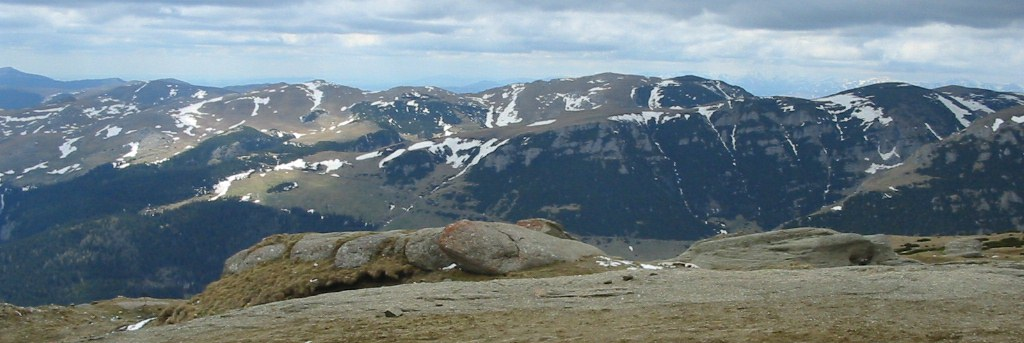
Vue des monts Bucegi.

Les monts Bucegi ont une végétation riche et diversifiée. Elle se répartit sur la zone alpine sur plusieurs étages. La zone forestière se répartit entre l'étage inférieur entre 500 et 700 m constitué de hêtres, l'étage intermédiaire entre 700 et 1 400 m constitué d'un mélange de hêtre, de sapins et d'épicéas et l'étage supérieur entre 1 400 et 1 650 m constitué d'épicéas. Entre 1 650 et 1 800 m, s'étend l'étage subalpin avec des forêts clairsemées et des buissons. L'étage alpin se répartit entre l'étage alpin inférieur de 1 800 à 2 250 m où sont présents des pins des montagnes (Pinus mugo) et des étendues de prairies et l'étage supérieur au-delà de 2 250 m avec des prairies alpines. Parmi la flore protégée, on note la présence de l'edelweiss, la nigritelle rouge, le rhododendron myrtifolium, la gentiane jaune, la trolle d'Europe, etc.
La faune des monts Bucegi est très riche et ne compte pas moins de 3 500 espèces animales. Parmi les mammifères, on y retrouve le cerf, le daim, l'ours, le loup, le lynx, le sanglier, le renard, l'écureuil et dans les à-pics subalpins le chamois. Parmi les espèces d'oiseaux, le Grand Tétras, l'aigle, le corbeau, la chouette, la buse, etc.

## Histoire

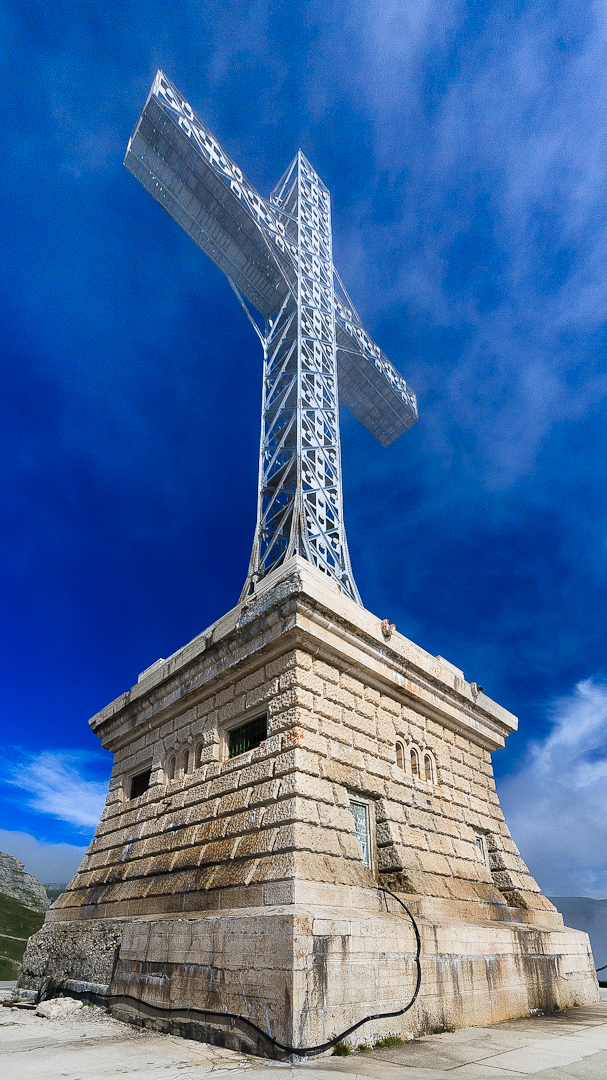
La croix des Héros.

Jusqu'à la fin du Moyen Âge, les monts Bucegi n'étaient fréquentés que par des bergers et des ermites. En 1508-1509, un ermitage est construit à Peștera Ialomiței. Au XVIIIe siècle, deux chercheurs mentionnent pour la première fois des visiteurs dans les monts Bucegi. En 1834-1834, les premiers randonneurs dans les monts Bucegi décrivent Peștera Ialomiței comme un important objectif touristique et une base pour se loger. En 1839, le professeur français Jean Alexandre Vaillant effectue l'ascension du mont Omu en venant de Sinaia. En 1882, la Societatea Carpatină Ardeleană construit la première cabane destinée aux touristes dans la Valea Mălăiești Entre 1926 et 1928, la croix des Héros est érigée sur un des contreforts du mont Caraiman. Le téléphérique de Bușteni-cabane Babele a été construit quant à lui de 1973 à 1978.

## Activités

### Tourisme

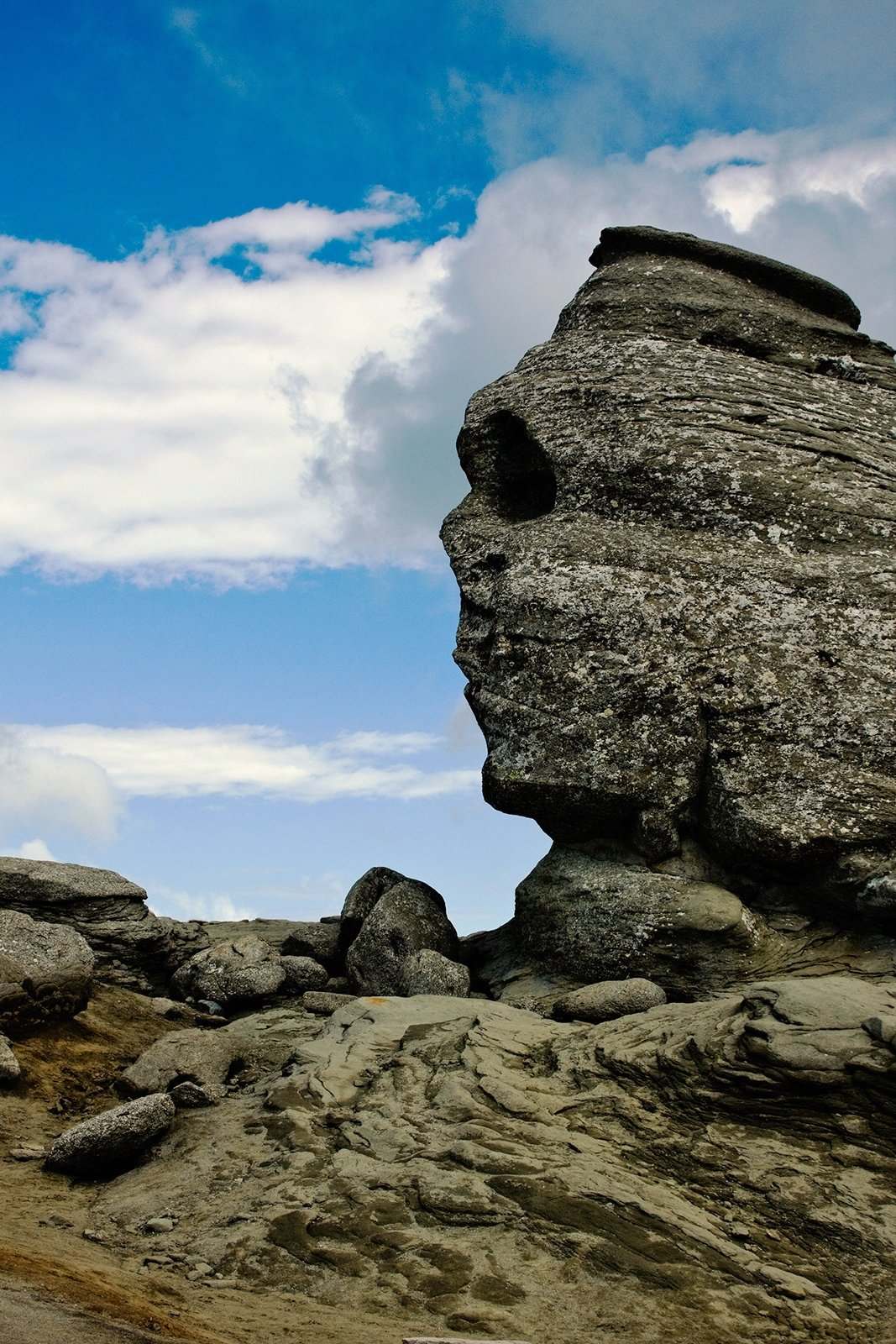
Le sphinx des Bucegi.

Le point culminant des monts Bucegi est le. Au sommet du mont Omu (ou Vârful Omu signifiant en roumain « mont de l'Homme ») constitué par un bloc de pierre à profil humain se trouve un chalet, la cabane Omu, ainsi qu'une station météorologique. Cette dernière est considérée comme l'établissement le plus haut de Roumanie habité en permanence.
Le sphinx des Bucegi est un bloc de rocher à forme de tête humaine qui rappelle, sous certains angles, la tête du sphinx de Gizeh. De par sa singularité, il est devenu un des symboles des Carpates roumaines.
La croix des Héros a été érigée dans les monts Bucegi. Cette haute croix est constituée d'une structure métallique et d'un socle en pierres appareillées. Elle est la plus grande croix sommitale au monde (entrée dans le Livre Guinness des records en 2013). Elle se situe à 2 291 m sur un des contreforts du mont Caraiman surplombant la vallée de la Prahova. Elle a été construite entre 1926 et 1928 pour honorer la mémoire des soldats roumains de la Première Guerre mondiale.
La cascade Urlătoarea se trouve sur la rivière Urlătoarea, à proximité de la ville de Bușteni, à une altitude de 1 100 m sur un tracé touristique. On y accède à partir de la localité de Poiana Țapului.
La vallée de la Prahova possède un des domaines skiables les plus importants de Roumanie avec les stations de Sinaia, surnommée « la perle des Carpates » et de Bușteni. La station de Bușteni possède la ligne de télécabine la plus longue de Roumanie donnant accès au plateau des monts Bucegi, à la cabane Babele, au Sphinx des Bucegi et à la croix des Héros. Dans la station de Sinaia, la famille royale roumaine a fait construire à partir du XIXe siècle les châteaux de Peleș et de Pelișor, devenus depuis lors de hauts lieux touristiques. On y trouve également le monastère de Sinaia (monument historique) construit au XVIIe siècle.

### Protection environnementale
Depuis 1935, une partie des monts Bucegi a été incluse dans la liste des zones protégées de Roumanie et a acquis le statut de parc national.
Le parc national des Bucegi a été créé en 1974 pour prévenir l'exploitation sauvage des ressources naturelles et la destruction de la diversité des biotopes du massif. Il couvre une étendue de 32 663 ha dont 60 % est en milieu forestier et 30 % en prairies alpines. L'administration du parc se trouve dans la commune Moroeni, district de Dâmbovița. Son aire naturelle s'étend sur la partie sud du district de Brașov (sur les territoires administratifs des villes de Predeal, Râșnov, Bran et Moieciu), sur sa partie septentrionale du district de Dâmbovița (sur le territoire de la commune de Moroeni) et sur sa partie nord-ouest du district Prahova, sur le territoire administratif des villes d'Azuga, Bușteni, Comarnic et Sinaia.

### Cabanes d'altitude et refuges

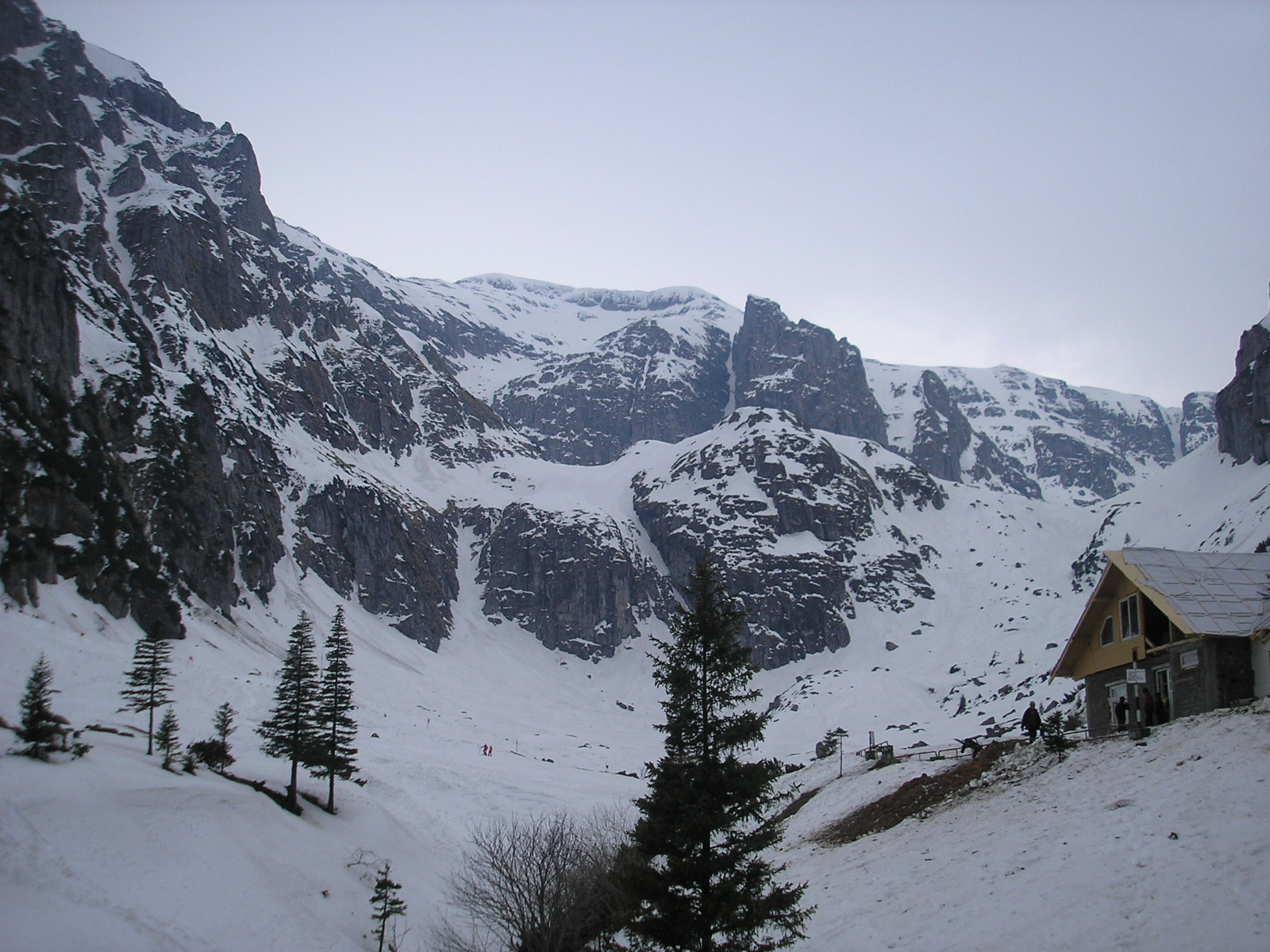
Panorama des monts Bucegi - Cabane Mălăiești.

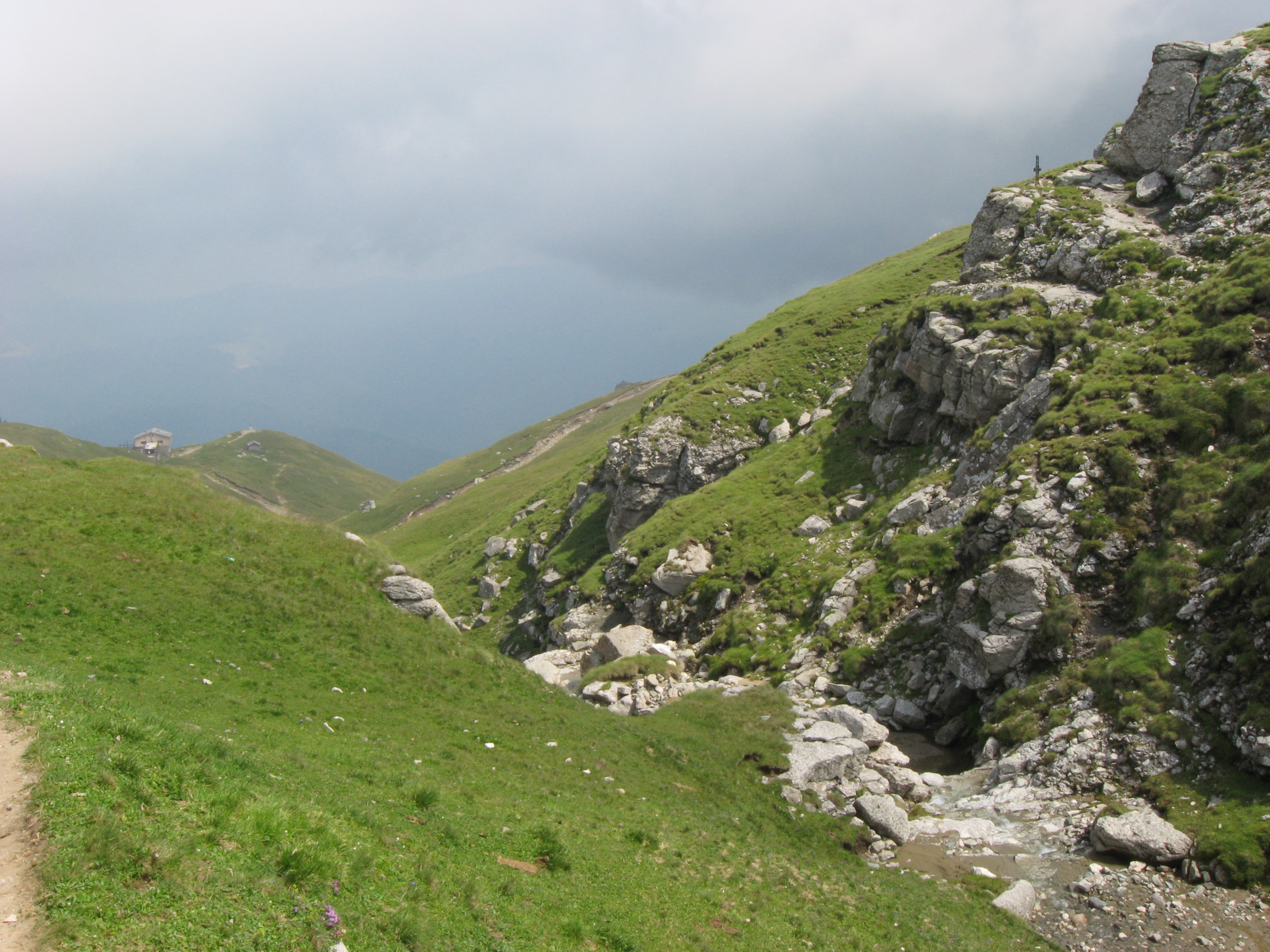
Cabane Caraiman.

#### Cabanes
- Cabane Omu (ro) - 2 505 m, cabane la plus élevée des Carpates
- Cabane Babele (ro)
- Cabane Caraiman (ro) - Altitude : 2 041 m
- Cabane Diham (ro) - 1 320 m
- Cabana Mălăiești (ro)
- Casa Schiel (Canton Jepi/maison des naturalistes) - 1 925 m
- Cabane Bolboci (ro)
- Cota 1500
- Cabane Furnica
- Cabane Gura Diham
- Cabane Padina
- Hôtel Peștera
- Cabane Piatra Arsă (ro)
- Cabane Poiana Izvoarelor
- Cabane Scropoasa
- Cabane Vârful cu Dor
- Cabane Brădet, sur l'itinéraire Sinaia - Cota 1400.
- Cabane Cota 1000
- Hôtel Alpin - 1 400 m
- Cabane Miorița
- Cabane Valea cu Brazi
- Cabane Popas Alpin
- Cabane Valea Dorului
- Cabane Cuibul Dorului
- Complexe touristique Zănoaga - 1 400 m[4]

#### Refuges
- Refuge Salvamont Dâmbovița
- Refuge Salvamont din Valea Spumoasă
- Refuge Salvamont Cota 2000
- Refuge Salvamont Mălăiești
- Refuge Coștila (ro)
- Refuge Șaua Strunga
- Refuge Șaua Bătrâna[5]
- Refuge Salvamont Baba Mare Bușteni[6]